# Maciej Paterski
Maciej Paterski (Krotoszyn, Gran Polònia, 12 de setembre de 1986) és un ciclista polonès, professional des del 2010 fins al 2023. En el seu palmarès destaca la victòria a la Volta a Noruega de 2014 i una etapa a la Volta a Catalunya de 2015.

## Palmarès
- 2008
  - Vencedor d'una etapa al Giro de les Regions
- 2011
  - 3r al Campionat de Polònia en ruta
- 2014
  - 1r a la Volta a Noruega
  - 1r al Memorial Henryk Łasaka
- 2015
  - 1r al Tour de Croàcia i vencedor de 2 etapes
  - Vencedor d'una etapa a la Volta a Catalunya
- 2016
  - Vencedor d'una etapa al Bałtyk-Karkonosze Tour
- 2017
  - 1r a la Szlakiem walk Major Hubal i vencedor d'una etapa
  - 1r a la Małopolski Wyścig Górski i vencedor de 2 etapes
  - 1r a la Copa dels Carpats
- 2018
  - 1r al Visegrad 4 Bicycle Race-GP Slovakia
  - 1r al Visegrad 4 Bicycle Race-GP Poland
  - 1r a la Copa dels Carpats
  - 1r al Raiffeisen Grand Prix
  - Vencedor d'una etapa a la Małopolski Wyścig Górski
- 2019
  - 1r a la Szlakiem Walk Majora Hubala i vencedor de 2 etapes
  - 1r al Raiffeisen Grand Prix
  - Vencedor d'una etapa al Circuit de les Ardenes
  - Vencedor de 2 etapes al CCC Tour-Grody Piastowskie
- 2021
  -  Campió de Polònia en ruta
  - 1r al CCC Tour-Grody Piastowskie i vencedor d'una etapa
- 2022
  - 1r al Gran Premi Adria Mobil
  - 1r a l'In the footsteps of the Romans i vencedor d'una etapa
  - Vencedor d'una etapa al Tour de Szeklerland
- 2023
  - 1r al Visegrad 4 Bicycle Race-GP Slovakia

### Resultats al Tour de França
- 2011. 69è de la classificació general

### Resultats a la Volta a Espanya
- 2010. 77è de la classificació general
- 2012. 89è de la classificació general
- 2013. 64è de la classificació general

### Resultats al Giro d'Itàlia
- 2015. 79è de la classificació general
- 2017. 137è de la classificació general